# A C Lindblads gata

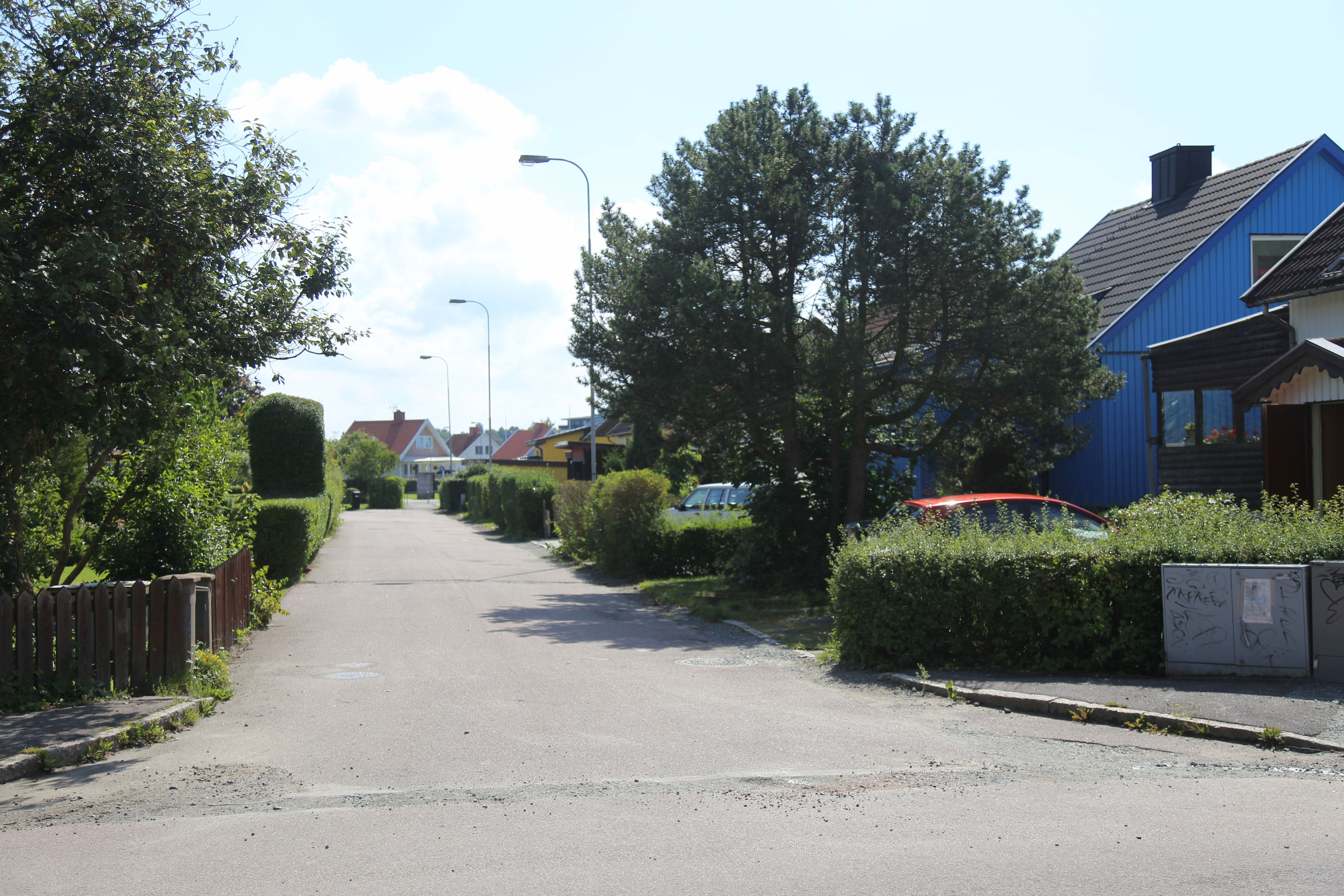
Vy söderut, sett från Prosten Ahlbergs gata.

A C Lindblads gata ligger i stadsdelen Kyrkbyn i Göteborg. Gatan fick sitt namn 1954 och är uppkallad efter Anders Christensen Lindblad (1866–1937), som var chefredaktör för dagstidningen Ny Tid och en av pionjärerna inom arbetarrörelsen i Göteborg. Han var den förste göteborgaren som blev socialdemokratisk riksdagsman. Han var med och bildade Kooperativa förbundet.
Beredningen föreslog efter återremiss att gatan skulle heta Lindbladsgatan istället, men detta avslogs i stadsfullmäktige av ledamoten Hugo Höglund med motiveringen att Lindblad brukade kallas "A C". Beredningens ursprungliga förslag A C Lindblads Gata godkändes därefter utan omröstning.